# Beauménil
Beauménil település Franciaországban, Vosges megyében. Lakosainak száma 132 fő (2022. január 1.). Beauménil Herpelmont, Laveline-devant-Bruyères, Laveline-du-Houx, Champ-le-Duc és Fiménil községekkel határos.

## Népesség
A település népességének változása:
| Lakosok száma | 118  | 116  | 124  | 125  | 129  | 130  | 131  | 133  | 132  |
|               | 2013 | 2015 | 2016 | 2017 | 2018 | 2019 | 2020 | 2021 | 2022 |